# IEC 62196 Type 2

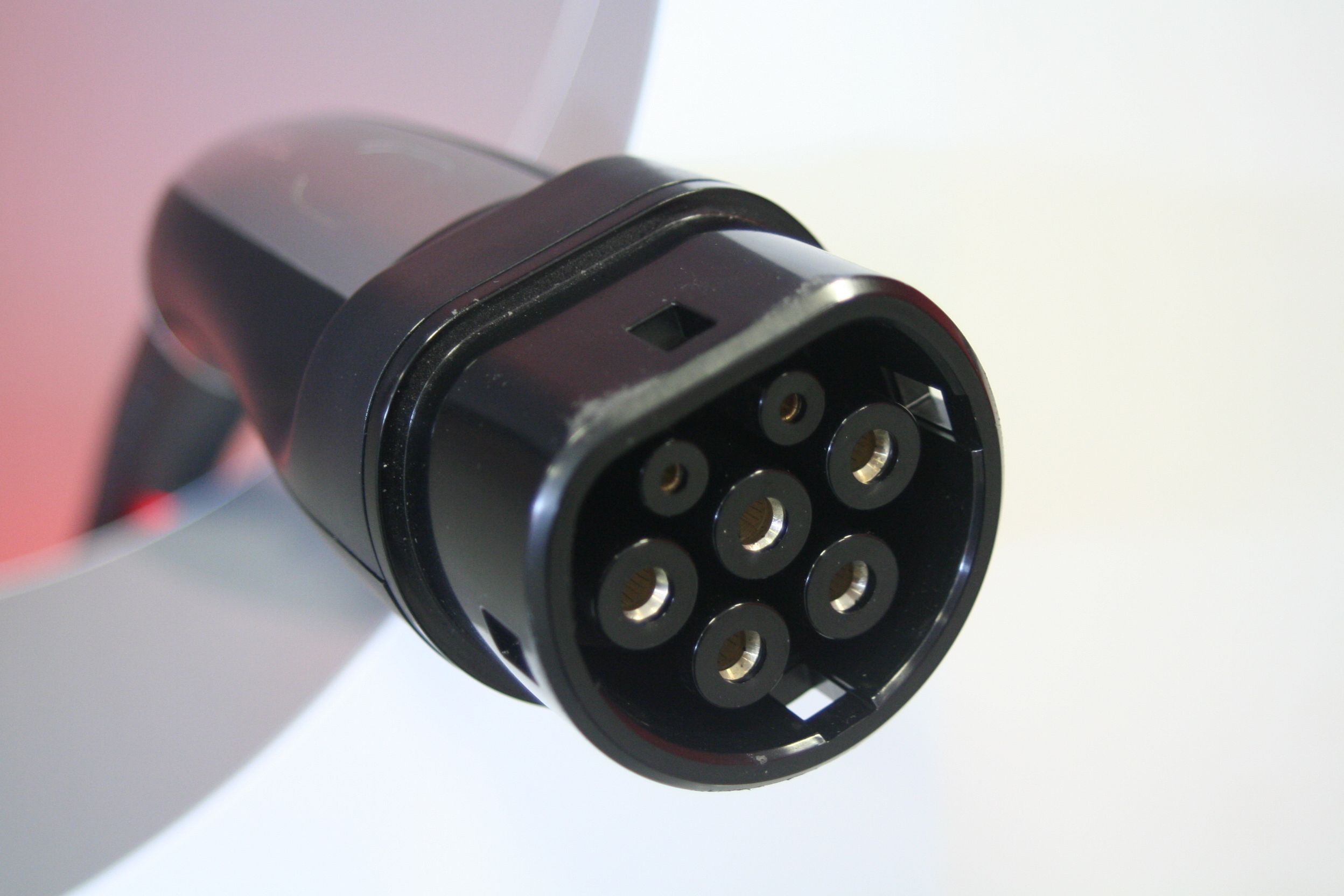
在歐洲的Tesla SuperCharger上發現與Type 2兼容的插座(母頭)

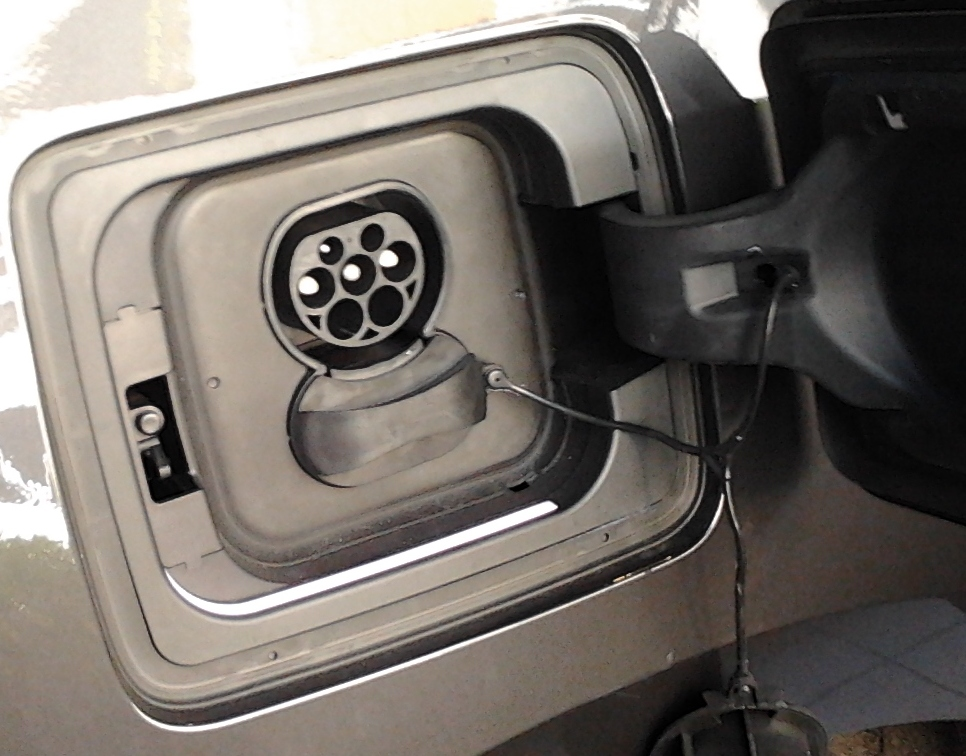
BMW車上Type 2車用充電口（公頭)

IEC 62196-2 Type 2 連接器（又稱IEC 62196-2 Type 2 第二型；簡稱為Type 2）（通常稱為Mennekes，指的是設計開發公司）主要在歐洲和世界大部分國家/地區用於交流電 (AC)為電動汽車充電。
該連接器呈圓形，頂部邊緣扁平，電力以單相電或三相電交流電的形式提供。最初指定用於為 3-50 kW的電池電動汽車充電，而特斯拉改裝的插頭能夠輸出 150 kW。插頭的側面有開口，允許汽車和充電器自動鎖定連接器，防止充電中斷或誤拔充電槍。
2013 年 1 月，IEC 62196-2 Type 2 連接器被歐盟委員會作為歐盟內部的官方交流充電插頭（EN 62196 Type 2）。它已被歐洲以外的全球大部分國家/地區（包括新西蘭）推薦採用的連接器。
正如特斯拉為其歐洲超級充電網絡（最高到Version 2）所修改的那樣，它能夠通過兩個引腳使用直流電(DC) 輸出 150 kW，特斯拉 Model S 或 X 車內的開關可以選擇所需的模式。從2019年的 V3超級充電開始，特斯拉在歐洲的 Model 3 和 Y 上都採用了標準的CCS2連接器。

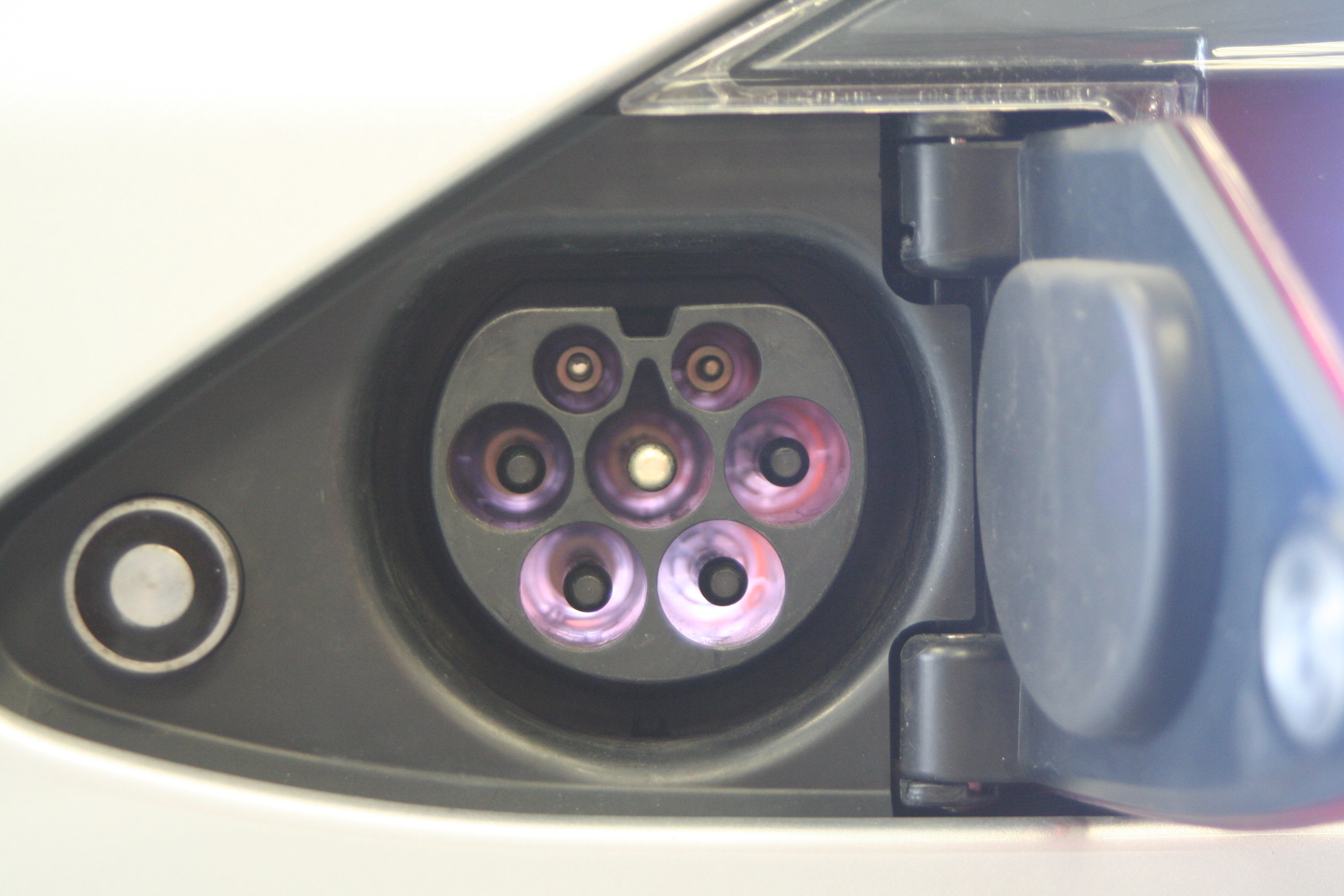
Type 2連接器兼容入口，在歐洲特斯拉Model S和Model X上實現三相交流電和直流電超充，在2019年重新用於CCS2超級充電

## 歷史概述
最初 Type 2 連接器系統由Mennekes於 2009 年提出。
該系統後來由德國汽車工業協會(VDA)測試並標準化為VDE-AR-E 2623-2-2，隨後於 2011 年被歐洲汽車工業協會(ACEA)推薦。
2013 年 1 月，IEC 62196 Type 2 連接器被歐盟委員會作為歐盟內部的官方交流充電插頭（EN 62196 Type 2）。
此後，它已被包括新西蘭在內的全球大多數國家/地區採用為推薦的連接器。通過交流電時，Type 2 連接器的最大功率為 43 kW。IEC 62196 Type 1 連接器（編入SAE J1772）是美國、加拿大和韓國單相交流充電的相應標準。J1772 的最大輸出功率為 19.2 kW。
Type 2在北美以SAE J3068的名義發布，是用於北美的三相交流電連接器 - 帶有本地互連網絡（LIN），用於基於 IEC 61851-1 第 3 版附件 D 的控制信號。J3068 使用三相交流電將最大輸出功率提高到 166 kW。
根據國標標準GB/T 20234.2-2015 ，中國也使用相同的物理連接器進行交流充電，但車輛和電動汽車供電設備存在公母頭差異。GB/T 20234-2 規定了兩端帶有 Type 2 公頭連接器和車輛上的母頭入口的電纜與世界其他地方的公母頭相反，並具有不同的控制信號。
組合充電系統Combo 2“快速充電”連接器使用 Type 2 連接器的信號和保護接地引腳，並增加了兩個用於快速充電的引腳，直流電源以高達約 350 kW 的速率提供。

## 描述
| Terminology            |      |        |        |          |              |              |              |
| 地區/標準              | 插座 | 連接線 | 連接線 | 車輛接口 | 電氣         | 電氣         | 電氣         |
| 地區/標準              | 插座 | 插頭   | 連接器 | 車輛接口 | 相位 (φ)     | 安培         | 電壓         |
| 歐洲 / EN 62196 Type 2 | 母   | 公     | 母     | 公       | 1φ           | 70A          | 480V         |
| 歐洲 / EN 62196 Type 2 | 母   | 公     | 母     | 公       | 3φ           | 63A          | 480V         |
| 美國 / SAE J3068 AC6   | 母   | 公     | 母     | 公       | 3φ           | 100/120/160A | 208/480/600V |
| 中國 / GB/T 20234.2    | 母   | 公     | 公     | 母       | 1φ (3φ 預留) | 16/32A       | 250/400V     |

根據IEC 62196的規定，汽車配有標準化的公插座，而充電站則配有母插座，可以直接在充電站的外部，也可以通過末端帶有永久連接器的柔性電纜。當充電站配備永久固定電纜時，電纜的連接器端可以直接連接到車輛入口，類似於使用汽油泵當沒有可用的固定電纜時，使用單獨的公對母電纜連接車輛，使用充電站或傳統的IEC 60309-2 工業連接器。
Type 2 連接器系統最初由Mennekes於 2009 年提出，導致了Mennekes的俗稱。該系統後來由德國汽車工業協會(VDA)測試並標準化為VDE-AR-E 2623-2-2 ，隨後於 2011 年被歐洲汽車工業協會(ACEA)推薦。截至 2015 年，Type 2 旨在取代歐洲電動汽車網絡中以前用於交流充電的車輛連接器，取代 Type 1 ( SAE J1772 ) 和 Type 3（EV Plug Alliance Types 3A 和 3C，通俗地說Scame連接器。對於直流充電CCS2(Combo 2)插座（Type 2擴充了2個直流引腳）將成為汽車標準，取代CHAdeMO，過渡期計劃持續到 2020 年。
對於直流充電，IEC 62196-3組合充電系統FF(CCS2) 規範在歐洲受到青睞。

### 引腳

歐洲Type 2插頭的交流和直流工作模式

連接器包含七個觸點位置：兩個小的和五個大的。頂排由兩個用於信號的小觸點組成，中間一排包含三個針腳，中間的針腳用於接地，而外面的兩個針腳用於供電，可以選擇與底排的兩個針腳結合使用也用於電源。三個引腳始終用於相同的目的：
- 鄰近導頻 (PP)：預插入信令
- 控制導頻 (CP)：插入後信令
- 保護接地 (PE)：全電流保護接地系統— 直徑 6 毫米（0.24 英寸）[13]

四個普通電源引腳的分配根據工作模式的不同而有所不同。它們被分配為：
| 模式                         | 最大限度   | 最大限度                    | (A1)      | (C1)      | (C1)      | (E1)      |
| 模式                         | 伏特       | 安培                        | (B2)      | (B2)      | (D2)      | (D2)      |
| ---------------------------- | ---------- | --------------------------- | --------- | --------- | --------- | --------- |
| 單相交流電                   | 500V 交流  | 1×80A                       | 中性 (N)  | 地線 (PE) | 地線 (PE) | 交流 (L1) |
| 單相交流電                   | 500V 交流  | 1×80A                       | N/C       | N/C       | N/C       | N/C       |
| 三相交流電                   | 500V 交流  | 3×63A                       | 中性 (N)  | 地線 (PE) | 地線 (PE) | 交流 (L1) |
| 三相交流電                   | 500V 交流  | 3×63A                       | 交流 (L3) | 交流 (L3) | 交流 (L2) | 交流 (L2) |
| 單相交流電和小電流直流電組合 | 500V AC/DC | 1×80A (交流) & 1×70A (直流) | 中性 (N)  | 地線 (PE) | 地線 (PE) | 交流 (L1) |
| 單相交流電和小電流直流電組合 | 500V AC/DC | 1×80A (交流) & 1×70A (直流) | 直流 (+)  | 直流 (+)  | 直流 (-)  | 直流 (-)  |
| 小電流直流電                 | 500V 直流  | 1×80A (直流)                | N/C       | 地線 (PE) | 地線 (PE) | N/C       |
| 小電流直流電                 | 500V 直流  | 1×80A (直流)                | 直流 (+)  | 直流 (+)  | 直流 (-)  | 直流 (-)  |
| 中電流直流電                 | 500V 直流  | 1×140A (直流)               | 直流 (+)  | 地線 (PE) | 地線 (PE) | 直流 (-)  |
| 中電流直流電                 | 500V 直流  | 1×140A (直流)               | 直流 (+)  | 直流 (+)  | 直流 (-)  | 直流 (-)  |

某些車輛插座可能包含額外的連接，以允許插入 CCS 純直流充電器（高電流直流）。
充電器、電纜和車輛之間通過 CP/PP 信號引腳進行通信，以確保選擇電壓和電流的最高公分母。
信令協議與SAE J1772 標準中描述的 Type  1連接器的信令協議相同。